# Liste der Kulturdenkmale in Bockelwitz
In der Liste der Kulturdenkmale in Bockelwitz sind die Kulturdenkmale des Leisniger Ortsteils Bockelwitz verzeichnet, die bis Mai 2023 vom Landesamt für Denkmalpflege Sachsen erfasst wurden (ohne archäologische Kulturdenkmale). Die Anmerkungen sind zu beachten.
Diese Aufzählung ist eine Teilmenge der Liste der Kulturdenkmale in Leisnig.

## Bockelwitz
| Bild                                    | Bezeichnung | Lage                   | Datierung | Beschreibung | ID       |
| --------------------------------------- | --- | ---------------------- | --- | --- | -------- |
| Weitere Bilder                          | Dorfkirche Bockelwitz (Sachgesamtheit) | Dorfstraße (Karte)     | Bezeichnet mit 1797 | Sachgesamtheit Dorfkirche Bockelwitz mit den Einzeldenkmalen: Kirche, Kirchhofsgestaltung, Einfriedungsmauer des Kirchhofs, Kriegerdenkmal für die Gefallenen des Ersten Weltkrieges und Gräber der Familien Böhme und Poitz (09208103); schlichte barocke Saalkirche mit Dachreiter, umgeben von altem Kirchhof mit erhaltener Bruchsteinmauer als Einfriedung, ortsbildprägend, von orts- und kirchengeschichtlicher Bedeutung. Klassizistische Dorfkirche umgeben von altem Kirchhof, dieser umschlossen von Bruchsteinmauer. Auf dem Kirchhof Denkmal für Einwohner von Bockelwitz, welche im Ersten Weltkrieg gefallen sind sowie Gräber der Familien Poitz und Böhme im Osten der Kirche. Gemeinsam mit dem Pfarrhaus und der ehemaligen Dorfschule bildet die alte Dorfkirche das Ortszentrum von Bockelwitz und prägt dieses maßgebend und unverwechselbar. Der Denkmalwert der Sachgesamtheit, bestehend aus Dorfkirche, Kirchhof und den beschriebenen Denkmalen einschließlich der Einfriedung ergibt sich vor allem aus der großen ortsgeschichtlichen Bedeutung sowie wie bereits beschrieben der ortsbildprägenden Bedeutung. | 09303637 |
| Direkt Bild zu diesem Denkmal hochladen | Kirche, Kirchhofsgestaltung, Einfriedungsmauer des Kirchhofs, Kriegerdenkmal für die Gefallenen des Ersten Weltkrieges und Gräber der Familien Böhme und Poitz (Einzeldenkmale der Sachgesamtheit 09303637) | Dorfstraße (Karte)     | Bezeichnet mit 1797 (Kirche); 1797 (Kanzelaltar); 1797/98 (Orgel); Mitte 19. Jahrhundert (Erbbegräbnis Fam. Pontz); 1854 (Erbbegräbnis Fam. Böhme); bezeichnet mit 1895 (Glasgemälde) | Einzeldenkmale der Sachgesamtheit Dorfkirche Bockelwitz; schlichte barocke Saalkirche mit Dachreiter, ortsbildprägend, von orts- und kirchengeschichtlicher Bedeutung. - Kirche (Dehio Sachsen II. 1998): „Klassizistische Saalkirche in der Dorfmitte, 1797 durch August Bormann und Gottfried Wartig aus Wermsdorf unter Verwendung von Teilen des Vorgängerbaus von 1597 errichtet. Restaurierungen 1977 (innen) und 1985 (außen). Verputzter Bruchsteinbau mit 3/8-Chorschluss und eingezogenem Westturm mit geschweifter Haube und Laterne. Sakristei an der Ostseite. Der flachgedeckte ... Saal mit zweigeschossigen Emporen an der Nord- und Südseite, an der Westseite Orgelempore.“ Zur Kirchenausstattung gehört ein Kanzelaltar, Glasgemälde im Chor sowie eine „klanglich beachtliche Orgel von Gottlieb Enzemann, 1797/98, der Prospekt in Rokokoformen.“ - Kriegerdenkmal: den Gefallenen des Ersten Weltkrieges zum Gedenken von der Gemeinde Bockelwitz, Steinsockel, großer Steinblock mit Namen, Relief, als Bekrönung Stahlhelm Zeitgleich mit der Kirche entstanden die Emporen, Beicht- und Glockenstuhl, die Herrenloge und der Turm. Die auf der Fläche des Vorgängerbaus errichtete Kirche ist nach historischen Quellen 38 Ellen lang und 18 Ellen breit. Sie kostete 2254 Thaler, 10 Groschen und 6 Pfennige. Der Bau wurde durch Spenden der Bevölkerung möglich. Der Kirchhof umgibt die Kirche mit erhaltener Kirchhofsmauer aus Bruchsteinen, einem Kriegerdenkmal für die Gefallenen des Ersten Weltkrieges sowie zwei Gräbern für die Familien Poitz (u. a. ... Friedrich P., Gutsbesitzer, verst. 1854) und Familie Böhme (Grabmal für Karl Friedrich Böhme, Gutsbesitzer und dessen Frau Joh. Christiane B., vermutlich 1854 angelegt). Der Denkmalwert des Baukomplexes ergibt sich aus der baugeschichtlichen, künstlerischen, ortsgeschichtlichen und ortsbildprägenden Bedeutung. | 09208103 |
|                                         | Wohnstallhaus und Seitengebäude eines Vierseithofes sowie Stützmauern, Treppe und Bergkeller im Gartenbereich (südlich des Wirtschaftsgebäudes)                                                             | Dorfstraße 3b (Karte)  | Um 1848 (Wohnstallhaus); Mitte 19. Jahrhundert (Seitengebäude) | In seiner Baukubatur erhaltene Gebäude von bildprägender Wirkung in unmittelbarer Nähe zur Dorfkirche sowie von bau- und sozialgeschichtlicher Bedeutung. Großes Bauerngut nördlich der Kirche gelegen, davon das Wohnstallhaus und ein Seitengebäude sowie Terrassenmauern, Gartentreppe und Bergkeller im südlich gelegenen Gartenbereich Kulturdenkmale. - Wohnstallhaus (nach Brand 1848 vermutlich neu erbaut): zweigeschossig, massiv, Krüppelwalmdach, Porphyrgewände, einige Überformungen, Krüppelwalmdach mit Hecht, alter Dachstuhl, innen weitestgehend original, wertvolle Stallräume mit Säulen und Gewölben - Seitengebäude: östlicher Hofabschluss, zweigeschossiger Putzbau, Erdgeschoss Bruchsteinmauerwerk, Obergeschoss Ziegelmauerwerk, traufseitig teils verbrettert, Satteldach Markante, das Ortsbild prägende Hofanlage in gutem Originalzustand. Wichtiges Zeugnis ländlicher Bauweise des 19. Jahrhunderts sowie der Arbeits- und Lebensweise auf Bauernhöfen dieses Landschaftsraumes. Der Denkmalwert ergibt sich demzufolge aus der bau- und sozialgeschichtlichen sowie ortsbildprägenden Bedeutung. | 09208102 |
| Direkt Bild zu diesem Denkmal hochladen | Schule | Dorfstraße 4 (Karte)   | 1888 | Gründerzeitlicher Klinkerbau in gutem Originalzustand, bildprägendes Gebäude gegenüber der Dorfkirche von ortsgeschichtlicher Bedeutung. Ehemalige Dorfschule von Bockelwitz, 1888 erbaut, heute Wohnhaus. Zweigeschossiger gelber Klinkerbau über unregelmäßigem Grundriss mit schiefergedecktem Walmdach mit bekrönendem Dachhäuschen. Wichtige Gestaltungselemente bilden der Natursteinsockel, Klinkerbänder, im Traufbereich Klinkerornamente und Putzfelder mit Diamantquaderung im Obergeschoss. Nach 2000 denkmalgerecht saniert und zum Wohnhaus umgenutzt. Der Denkmalwert ergibt sich aus der baugeschichtlichen Bedeutung als gut erhaltenes Beispiel von Dorfschulbauten des beginnenden 20. Jahrhunderts sowie aus der ortsgeschichtlichen Bedeutung auf Grund seiner Nutzungsgeschichte. | 09208107 |
| Direkt Bild zu diesem Denkmal hochladen | Wohnstallhaus, Scheune und Seitengebäude eines Dreiseithofes | Dorfstraße 14 (Karte)  | Um 1800 (Wohnstallhaus); Mitte 19. Jahrhundert (Seitengebäude) | Wertvoll aufgrund der erhaltenen Hofstruktur, prächtiges, original erhaltenes Wohnstallhaus mit Fachwerk-Obergeschoss. Geschlossen erhaltener Dreiseithof, bestehend aus Wohnstallhaus, Seitengebäude und Scheune, erbaut im ausgehenden 18. und 19. Jahrhundert. - Wohnstallhaus: Erdgeschoss massiv, Obergeschoss Fachwerk (auch Giebel), steiles vorkragendes Satteldach, Erdgeschoss Natursteingewände, ehemaliger Anbau für Backofen, später Wasserhaus - Scheune: eingeschossig, ehemals Fachwerk, heute teils massiv und verputzt, große Holztore, hohes Satteldach - Seitengebäude: Erdgeschoss massiv, Obergeschoss Fachwerk, Satteldach Auf Grund seines guten Originalzustandes dokumentiert dieser Hof sowohl die Wohn- und Wirtschaftsverhältnisse seiner Entstehungszeit als auch das ländliche Bauhandwerk, woraus sich die bau- und sozialgeschichtliche Bedeutung ableitet. | 09208105 |
|                                         | Pfarrhaus mit seitlicher Einfriedungsmauer bzw. Stützmauer | Dorfstraße 21 (Karte)  | 1906 | Von orts- und baugeschichtlicher Bedeutung, bildprägender Putzbau mit Zierfachwerk. 1906 nach Entwurf des Dresdner Architekten Reuter erbaut und am 14. Dezember des gleichen Jahres eingeweiht. Zweigeschossiger Putzbau über annähernd quadratischem Grundriss. Sockel Naturstein, mittiger Hauseingang mit originaler Haustür, Rundbogenfenster mit gesprossten Oberlichtfenstern, Obergeschoss Zierfachwerk, dort Rechteckfenster, ebenfalls mit gesprossten Oberlichtfenstern. Hausecken mit Putzquaderung, Fenster im Erdgeschoss eingefasst durch schmale Putzfaschen, ansonsten Graupelputz. Hohes Walmdach mit breiten Frontgiebeln mit Krüppelwalmdach. Dach mit Bieberschwanzsdoppeldeckung. Das Gebäude blieb original erhalten. In seiner Kubatur erinnert der Bau an das imposante Pfarrhaus von Altleisnig. Durch den Bezug auf historische Kubaturen, Dachformen und Fachwerkelemente, entstand ein Bauwerk, welches sich harmonisch in das Dorfbild einfügt. Das Haus dokumentiert eindrucksvoll architektonische Stilrichtungen des beginnenden 20. Jahrhunderts, woraus sich der baugeschichtliche Wert des Hauses ableitet. Zugleich kommt ihm auch eine ortsgeschichtliche Bedeutung auf Grund seiner Funktion zu. Als Teil des Ensembles im Dorfzentrum von Bockelwitz, zudem die Dorfkirche mit Kirchhof, die Schule und das genannte Pfarrhaus gehören, erlangt dieses auch ortsbildprägende Bedeutung. | 09208104 |
| Direkt Bild zu diesem Denkmal hochladen | Scheune und zwei Seitengebäude eines Vierseithofes | Dorfstraße 25e (Karte) | Mitte 19. Jahrhundert, bezeichnet mit 1861 | Schützenswert aufgrund der erhaltenen Hofstruktur sowie seines baugeschichtlichen Wertes, großer, ortsbildprägender Vierseithof. Große Hofanlage, mit Wohn- und Wirtschaftsgebäuden aus der Mitte des 19. Jahrhunderts. Davon denkmalwürdig zwei Seitengebäude und die Scheune. - Scheune: hofseitig Fachwerk, Rückseite Bruchstein, Satteldach, originaler Erhaltungszustand - 1. Seitengebäude: massiv aus Bruchstein, eingeschossig mit Drempel, Satteldach - 2. Seitengebäude: Stallgebäude mit dreibogiger Kumthalle Die genannten Wirtschaftsgebäude blieben in gutem Originalzustand erhalten und sind somit wertvolle Dokumente ländlichen Bauens im 19. Jahrhundert und zugleich Zeugnisse der Wirtschaftsgeschichte. Der Denkmalwert ergibt sich damit aus der bau- und sozialgeschichtlichen Bedeutung der genannten ländlichen Wirtschaftsgebäude. | 09208106 |
|                                         | Ehemaliges Chausseehaus, später Wohnhaus in offener Bebauung | Dorfstraße 25f (Karte) | Letztes Viertel 19. Jahrhundert | Chausseegeld-Einnahmestelle, zeittypisches, original erhaltenes Gebäude in markanter Lage am Ortsrand, am Kreuzungspunkt mehrerer Straßen, von ortsgeschichtlicher Bedeutung. Chausseehäuser waren Wohn- und Dienstgebäude des Chausseewärters und seiner Familie, welche im ausgehenden 18. und beginnenden 19. Jahrhundert im Rahmen des Ausbaus der Straßen und Wege zu Chausseen entstanden. Der Chausseewärter hatte die Aufsicht über einen Straßenabschnitt und nahm das Chausseegeld ein (daher auch als Einnahmehaus bezeichnet). Eingeschossiger Putzbau, massiv, Satteldach, schlichtes Portal mit Verdachung, originale Fenstergewände mit einfacher Verdachung. Diese zum Bild der Landstraßen gehörenden Zweckbauten sind heute nur noch vereinzelt und wenige noch in gutem Originalzustand anzutreffen. Daher sind die authentisch erhaltenen Chausseehäuser wichtige verkehrsgeschichtliche Zeugnisse, woraus sich ihr Denkmalwert ableitet. | 09208108 |

## Tabellenlegende
- Bild: Bild des Kulturdenkmals, ggf. zusätzlich mit einem Link zu weiteren Fotos des Kulturdenkmals im Medienarchiv Wikimedia Commons. Wenn man auf das Kamerasymbol klickt, können Fotos zu Kulturdenkmalen aus dieser Liste hochgeladen werden:
- Bezeichnung: Denkmalgeschützte Objekte und ggf. Bauwerksname des Kulturdenkmals
- Lage: Straßenname und Hausnummer oder Flurstücknummer des Kulturdenkmals. Die Grundsortierung der Liste erfolgt nach dieser Adresse. Der Link (Karte) führt zu verschiedenen Kartendiensten mit der Position des Kulturdenkmals. Fehlt dieser Link, wurden die Koordinaten noch nicht eingetragen. Sind diese bekannt, können sie über ein Tool mit einer Kartenansicht einfach nachgetragen werden. In dieser Kartenansicht sind Kulturdenkmale ohne Koordinaten mit einem roten bzw. orangen Marker dargestellt und können durch Verschieben auf die richtige Position in der Karte mit Koordinaten versehen werden. Kulturdenkmale ohne Bild sind an einem blauen bzw. roten Marker erkennbar.
- Datierung: Baubeginn, Fertigstellung, Datum der Erstnennung oder grobe zeitliche Einordnung entsprechend des Eintrags in der sächsischen Denkmaldatenbank
- Beschreibung: Kurzcharakteristik des Kulturdenkmals entsprechend des Eintrags in der sächsischen Denkmaldatenbank, ggf. ergänzt durch die dort nur selten veröffentlichten Erfassungstexte oder zusätzliche Informationen
- ID: Vom Landesamt für Denkmalpflege Sachsen vergebene, das Kulturdenkmal eindeutig identifizierende Objekt-Nummer. Der Link führt zum PDF-Denkmaldokument des Landesamtes für Denkmalpflege Sachsen. Bei ehemaligen Kulturdenkmalen können die Objektnummern unbekannt sein und deshalb fehlen bzw. die Links von aus der Datenbank entfernten Objektnummern ins Leere führen. Ein ggf. vorhandenes Icon  führt zu den Angaben des Kulturdenkmals bei Wikidata.